# アレクシス・オルガード
アレクシス・オルガード（Alexis Rochelle Olgard、女性、1991年5月27日 - ）はアメリカ合衆国のバレーボール選手である。

## 来歴
ワシントン州スポケーン出身。父は大学時代にアメリカンフットボールの選手で、母はバレエダンサーというアスリート家系に生まれた。地元のミード高校（英語版）に進学し、本格的なバレーボールキャリアが始まる。同校在学中の2008年には、アメリカ合衆国ジュニア代表候補となり、翌2009年には同代表に選出されている。南カリフォルニア大学に進学し、トロージャンズのメンバーとして活躍。在学中の2013年には、NCAAが選出するオールアメリカンサードチームの一員の選出された。
2014年にドイツブンデスリーガのTVFハンブルク（イタリア語版）と契約し、プロ選手となった。2015-16シーズンにはフィリピンのフィリップス・ゴールドレディスラマーズ（英語版）でプレーした。
2016年2月、韓国Vリーグの興国生命ピンクスパイダーズは、主力選手であったテイラー・シンプソンが足底の故障で戦線を離脱しレギュラーラウンドで5連敗を喫した。このため、興国生命はシンプソンに代えてオルガードと契約し、移籍が決定した。デビュー戦となった首位のIBK企業銀行戦では13得点をあげて勝利に貢献した。

## 球歴
- アメリカ合衆国ジュニア代表 - 2009年

## 所属クラブ
- USCトロージャンズ（2010-2013年）
- TVFハンブルク（2014-2015年）
- フィリップス・ゴールドレデースラマーズ（英語版）（2015-2016年）
- 興国生命ピンクスパイダーズ（2016年）

## 受賞歴
- 2013年 - NCAAオールアメリカン サードチーム